# Rezervni deli
Rezervni deli je slovenski dramski film iz leta 2003 v režiji Damjana Kozoleta. Zgodba o dveh tihotapcih ilegalnih prebežnikov. V glavnih vlogah igrata Peter Musevski in Aljoša Kovačič. Film je bil premierno predvajan v tekmovalnem programu berlinskega festivala 2003, bil je v kinodistribuciji v 20-ih državah in predvajan na več kot 40-ih TV postajah po svetu. V ZDA in v Veliki Britaniji je izšel tudi na DVD-ju. Film je bil izbran za slovenski predlog za najboljši tujejezični film na 76. izboru oskarjev, vendar ni prišel v ožji izbor. Angleški Guardian ga je ocenil s petimi zvezdicami in zapisal, da gre za "enega najmočnejših in najbolj provokativnih filmov leta", Sight and Sound pa je ga je leta 2008 uvrstil med deset najpomembnejših filmov nove Evrope. Leta 2014 so ga mednarodni kritiki na dunajskem festivalu LET'S CEE izbrali za najboljši slovenski film zadnjih 25 let. 

## Igralci
- Peter Musevski kot Ludvik
- Aljoša Kovačič kot Rudi
- Primož Petkovšek kot Rajc
- Valter Dragan kot Drago
- Aleksandra Balmazović kot Angela
- Vlado Vlaškalič kot Geri
- Verica Nedeska kot Ilinka
- Matija Vastl kot Marcelo

## Nagrade
- nominacija za zlatega medveda, Berlin IFF, 2003
- nagrada žirije, Sarajevo Film Festival, 2003
- Vesna za najboljši slovenski film, FSF Celje, 2003
- Vesna za najboljšo moško vlogo (Peter Musevski), FSF Celje, 2003
- Stopova nagrada za najboljšo moško vlogo (Peter Musevski), FSF Celje, 2003
- nagrada za najboljšo fotografijo (Radislav Gonzo Jovanov), FSF Celje, 2003
- nagrada za najboljšo glasbo (Igor Leonardi), FSF Celje, 2003
- Prix Nova, Montpellier IFF, 2003
- Prix Titra, Montpellier IFF, 2003
- Evropska filmska akademija, izbor za evropsko filmsko nagrado, Berlin, 2004
- "special mention", Alpe Adria Cinema Trst, 2004